# Kapelle der Verklärung des Erlösers (Thessaloniki)

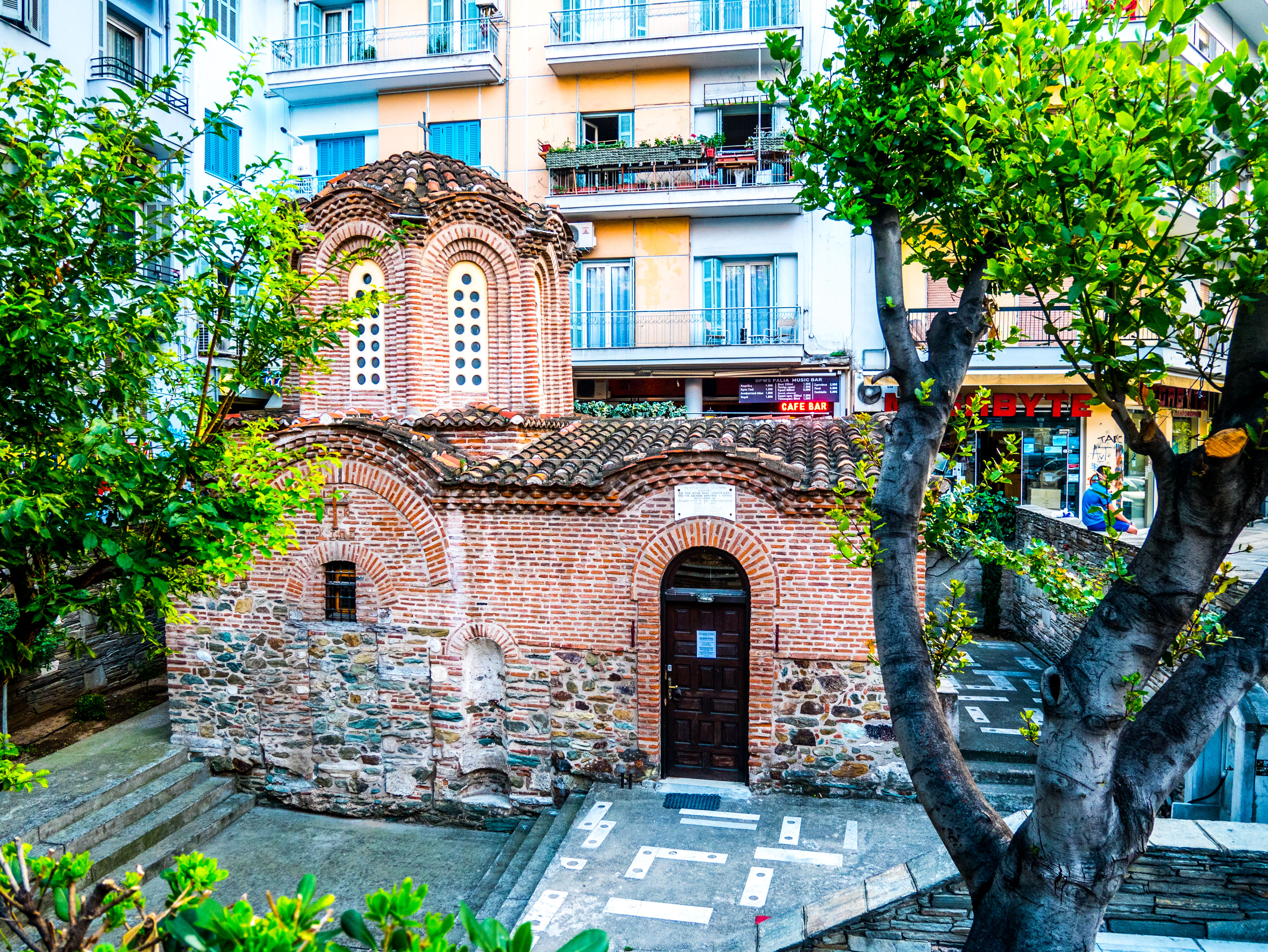
Die Verklärungskapelle

Die Kapelle der Verklärung des Erlösers (Metamorfosis Sotira) (griechisch Ναός του Σωτήρος) oder Sotír-Kirche ist eine byzantinische Kapelle aus dem 13. Jahrhundert in Thessaloniki. Sie liegt südlich der Egnatia-Straße in der Nähe des Galeriusbogens und nicht weit von den Kirchen Ypapanti und Panagouda. Die Lage unterhalb des heutigen Bauniveaus und die geringe Größe lassen sie unscheinbar wirken. Die Kapelle ist seit 1988 Teil des UNESCO-Welterbes (Frühchristliche und byzantinische Bauten in Thessaloniki).

## Geschichte
Die Kapelle dürfte um 1350 als Grabkirche errichtet und zunächst der Gottesmutter (Panagía) geweiht gewesen sein. Sie wurde niemals in eine Moschee umgewandelt. Beim Erdbeben 1978 erlitt sie schwere Schäden, die in der Folgezeit aber behoben wurden; gleichzeitig wurden archäologische Untersuchungen durchgeführt.

## Bau und Ausstattung
Die im unteren Teil aus unbehauenen Steinen, im oberen Teil aus Ziegelmauerwerk ausgeführte Kapelle besteht aus einem Zentralraum in Form eines Tetrakonchos, der einem Quadrat eingeschrieben und von einer Kuppel auf einem vergleichsweise hohen, durch Archivolten und vorgeblendete Halbsäulen gegliederten Tambour überwölbt ist. Die Maße werden mit 5, 5 Meter mal 6 Meter angegeben. Dem Zentralraum ist ein im Jahr 1936 an der Stelle eines älteren errichteter Narthex vorgelagert. Die Wandmalereien gliedern sich in mehrere Zonen (Kuppelgewölbe mit triumphierendem Christus in der Gloriole, die von Engeln getragen wird, darunter Muttergottes und Apostel, zwischen den Tambourfenstern acht Propheten, darunter die himmlische Liturgie).